# McDonald's

Карта мережі McDonald's у світі

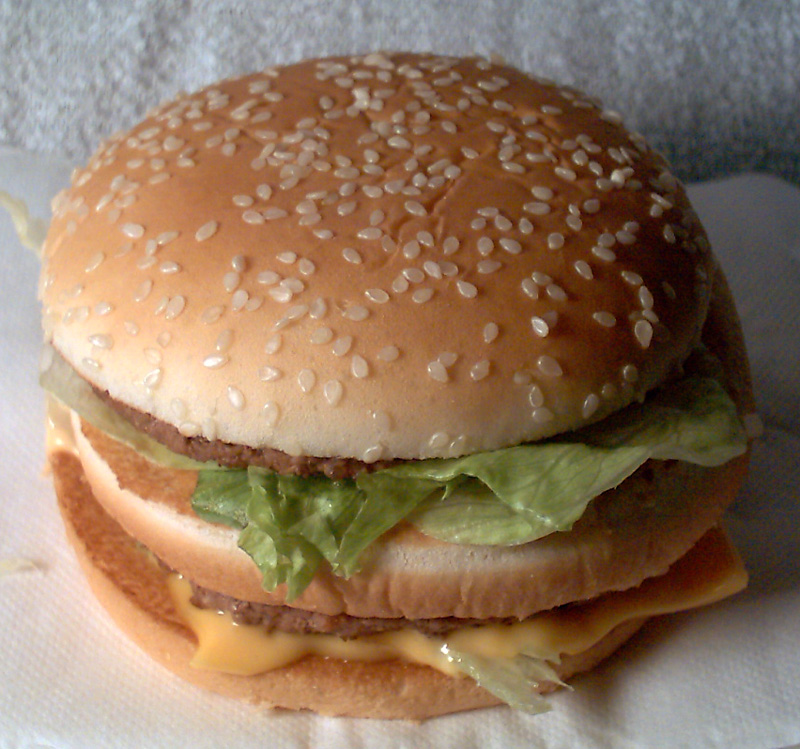
Біг Мак — найвідоміший бургер McDonald's

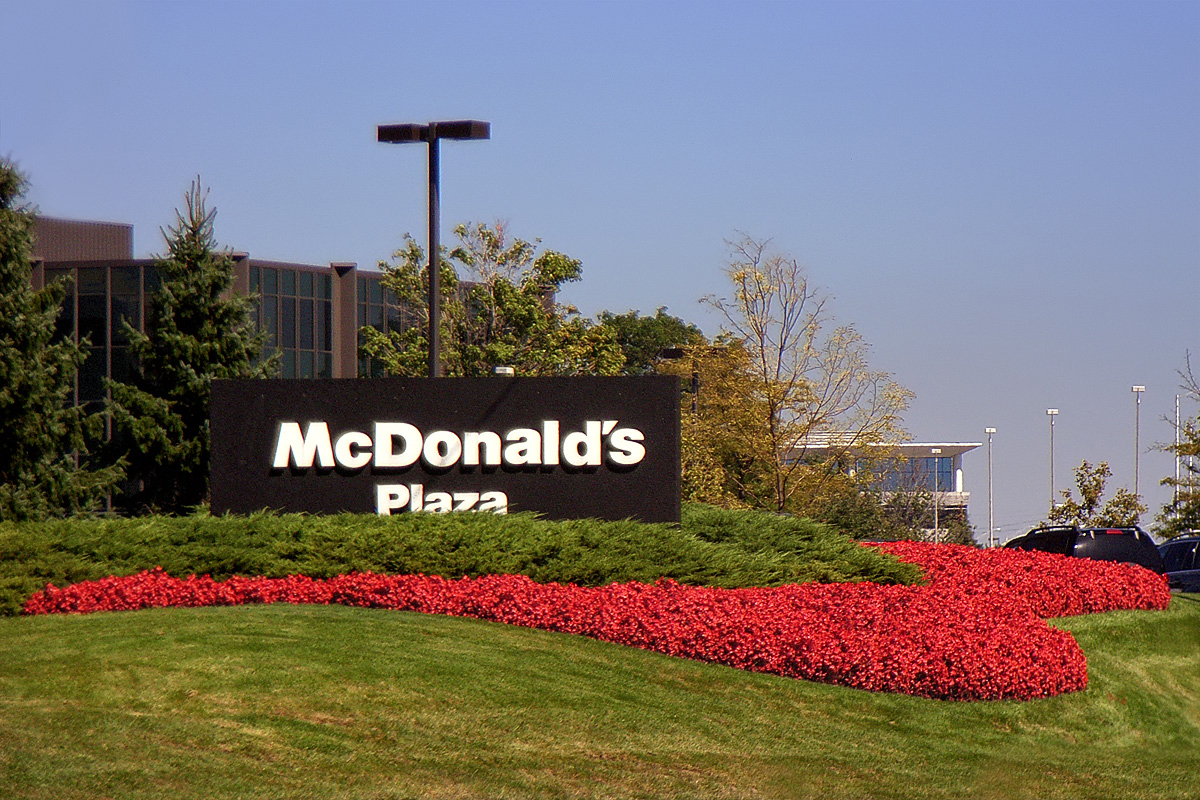
McDonald's Plaza

МакДóнальдз (англ. McDonald's Corporation) — американська корпорація, до 2010 найбільша у світі мережа закладів швидкого харчування.
За підсумками 2010 року компанія займає друге місце за кількістю ресторанів у всьому світі після ресторанної мережі «Subway». Входить в список «Fortune Global 500» 2009 року (388-те місце).
В 2020 році у рейтингу 10 кращих брендів.
Штаб-квартира компанії розташована в м. Чикаго, США.

## Історія
Компанія заснована в 1940 році братами Річардом і Морісом Мак-Доналдами (перший ресторан відкрився в Сан-Бернардіно, Каліфорнія), в 1948 році вперше у світі сформулювала принципи концепції «швидкого харчування».
У 1954 році — Рей Крок придбав у братів Мак-Дональдів право виступати ексклюзивним агентом із франчайзингу.
У 1955 році — відкрив свій перший «McDonald's» в містечку Дес-Плейнз, штат Іллінойс (нині — музей корпорації).
У 1955 році — Кроком була зареєстрована компанія McDonald's System, Inc (в 1960 році перейменована на McDonald's Corporation).
У 1961 році — всі права на компанію були повністю викуплені Кроком.
Станом на 2022 рік під торговою маркою McDonald's працювало 40275 ресторанів, з них 95 % на правах франчайзингу. Корпорація входить до списку найбільших компаній США Fortune 500 (у 2022 році — 152-е місце). Штаб-квартира компанії розташована в передмісті Чикаго Оук-Брук.

## Власники та керівництво
Майже 100 % акцій компанії знаходиться у вільному обігу.
Президент компанії — Кріс Кемпчінскі (англ. Chris Kempczinski).
Генеральна директорка McDonald's в Україні, Чехії та Словаччині — Юлія Бадрітдінова.

## Діяльність
Під торговою маркою «МакДональдз» на середину червня 2009 року працювало 32 060 ресторанів у 118 країнах світу (в тому числі близько 14 000 з них розташовані в США). З них значна частина (25 578) керувалися по франчайзингу, тому асортимент ресторанів, розмір і склад порцій може сильно відрізнятися в різних країнах.
За підсумками 2010 року корпорація має 32 737 ресторанів по всьому світу після Subway.
Асортимент ресторанів складається з гамбургерів (у тому числі з «БігМака»), сендвічів, картоплі фрі, десертів, напоїв тощо. У більшості країн світу в ресторанах мережі продають пиво, проте в Україні ресторани «МакДональдз» повністю безалкогольні.
Згідно з даними компанії понад 83 % продуктів, що продаються в ресторанах або використовуються як сировина, вироблені всередині країни, де розташовано ресторан.
Одним з найвдаліших проєктів компанії за останній час стала мережа кав'ярень «McCafé».
У 2010 році виручка корпорації досягла рекордної позначки в $1 млрд.
У 2024 році мережа ресторанів McDonald's повідомила про перше квартальне падіння продажів майже за чотири роки через слабке зростання у своєму підрозділі міжнародного бізнесу та конфлікт на Близькому Сході.

## McDonald's у світі

### Північна та Південна Америка
1. Канада: Перша із закордонних країн, де були відкриті ресторани «МакДональдз».
2. Бразилія: Бразилія стала першою країною в Південній Америці, де відкрився ресторан «МакДональдз». У цей момент в Бразилії працює 560 ресторанів.
3. Аргентина: Перший ресторан «МакДональдз» відкрився в м. Бельграно. Наразі там працює 187 ресторанів.

### Країни Європи
1. Литва: У Литві працює 17 ресторанів «МакДональдз». Десять із них розташовані у м. Вільнюсі, чотири — в м. Каунасі, по одному у містах Клайпеді, Маріямполі та Шяуляї[19].
2. Латвія: У країні працюють 14 ресторанів «МакДональдз». Тринадцять із них розташовані в м. Ризі, один — в м. Даугапілсі. Найбільший ресторан знаходиться в Старій Ризі на бульварі Зіґфріда Анни Меєровіца, навпроти відомого годинника «Лайма».
3. Естонія: В Естонії 11 ресторанів «МакДональдз». Сім розташовані в м. Таллінні, два — в м. Тарту, по одному — в містах Пярну і Нарві[20].
4. Молдова: У Молдові діють 10 ресторанів «МакДональдз». 9 із них розташовані в столиці країни — м. Кишиневі[21] 10 заклад мережі відкрився 1 травня 2024 року в Бєльцях[22].
5. Румунія: У Румунії працює 102 ресторани «МакДональдз».
6. Сербія: Сербія стала 47-ю країною у світі, де відкрилася мережа ресторанів «МакДональдз».
7. Польща: У Польщі зараз працює 552 ресторани «МакДональдз».
8. Швеція: Швеція стала першою країною в Скандинавії, де відкрилася мережа ресторанів «МакДональдз».
9. Нідерланди: Нідерланди стали 8-ю державою у світі та першою державою в Європі, де відкрилася мережа ресторанів «МакДональдз». Зараз в Нідерландах працює 225 ресторанів.
10. Німеччина: Німеччина стала 10-ю країною у світі, де відкрилася мережа ресторанів «МакДональдз». Перший ресторан був відкритий на заході Німеччини 22 листопада 1971 року, а на сході Німеччини вже в 1991 році.
11. Велика Британія: Велика Британія стала 17-ю країною у світі, де відкрився ресторан «МакДональдз».
12. Франція: Франція стала 12-ю країною у світі, де відкрився ресторан «МакДональдз».
13. Італія: Італія стала 40-ю країною у світі, де відкрилася мережа ресторанів «МакДональдз». Наразі працює 710 ресторани.
14. Португалія: У Португалії працює 91 ресторан «МакДональдз».

### Країни Близького Сходу

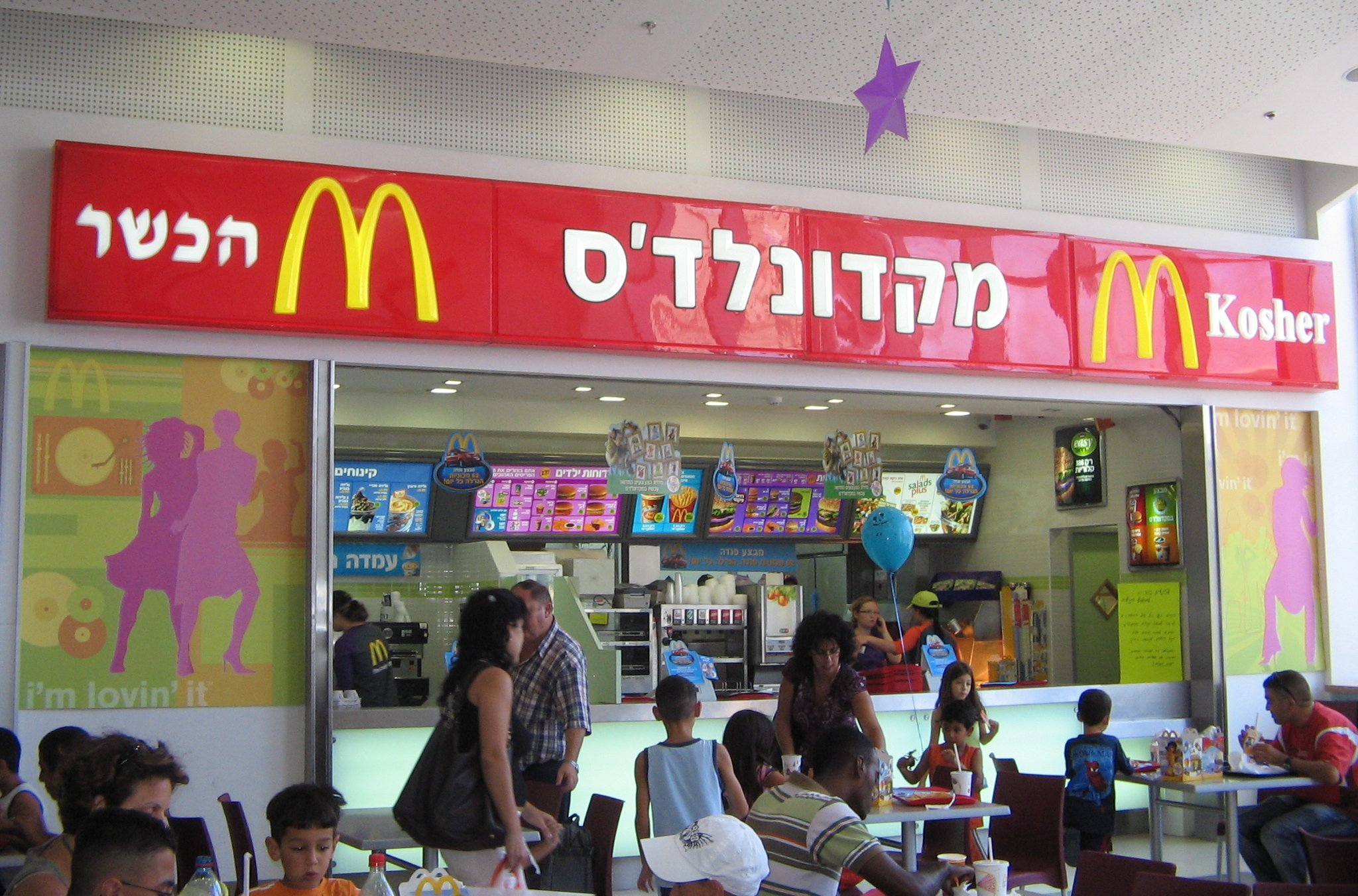
Кошерний McDonald's в м. Ашкелоні, Ізраїль

1. Туреччина: У Туреччині працює 160 ресторанів «МакДональдз». Туреччина стала першою країною на Близькому Сході, де відкрився ресторан «МакДональдз».
2. Ізраїль: У країні відкрито 169 ресторанів (дані на листопад 2010 року) фірми «Елоніаль», що працюють під торговою маркою «McDonald's». Загальна кількість службовців — понад 3 000 осіб.

### Країни Азії
1. Грузія: У Грузії на цей час працює 21 ресторан «МакДональдз». П'ятнадцять з них розташовані в м. Тбілісі, два — в містах Кутаїсі та Батумі,  по одному - у містах Руставі та Зугдіді[23].
2. Японія: Одна з перших закордонних країн, де відкрилися ресторани «МакДональдз» (1971). Їхня кількість приблизно 2 500. Перший ресторан, відкритий в Японії, займав площу всього 150 м².
3. КНР: Китай став 51-ю країною, де відкрилася мережа ресторанів «МакДональдз». Перший ресторан відкрився 8 жовтня 1990 у м. Шеньчжень. В даний час в КНР працює 850 ресторанів «МакДональдз».
4. Індія: Індія стала 93-ю країною, де відкрився перший ресторан «МакДональдз». Наразі в Індії працює 192 ресторани.
5. Малайзія: Малайзія стала 30-ю країною у світі і першою мусульманською країною, в якій відкрилася мережа ресторанів «МакДональдз». Зараз там працює 194 ресторани.
6. Пакистан: Пакистан став 110-ю країною у світі, де відкрилася мережа ресторанів «МакДональдз». Наразі там працює 25 ресторанів.
7. Казахстан: Казахстан став 120-ю країною, де почала працювати всесвітня мережа, перший ресторан «МакДональдз» відкрився 8 березня 2016 року. Він знаходиться в м. Астана — столиці Казахстану. Компанія планувала відкривати ресторани і в інших містах. На початок 2023 року, у зв'язку з російським вторгненням в Україну, мережа швидкого харчування «МакДональдз» в Казахстані зіткнулась зі складнощами, які можуть призвести до її виходу з цієї країни. Про це повідомив американський провайдер фінансової інформації Bloomberg[24][25].
8. Росія: Перший російський ресторан компанії (у той момент — найбільший у світі, нині залишається найбільшим у Європі) відкрився 31 січня 1990 року в м. Москві на Пушкінській площі, ставши справжньою сенсацією: щоб потрапити до нього, потрібно було відстояти декілька годин у черзі. Станом на середину березня 2022 року в Росії працювало понад 850 ресторанів «МакДональдз». Виторг компанії в Росії у 2009 році перевищив 33 млрд ₽. У 2022 році, в результаті російського вторгнення в Україну, «МакДональдз» заявив про вихід з російського ринку без зазначення терміну[26]. Через декілька місяців колишня мережа «МакДональдз» у Росії змінила назву на «Вкусно и точка»[27].
9. Білорусь: Білорусь стала сотою країною, де з'явилися ресторани мережі (1996). У Білорусі у цей момент працюють 25 ресторанів. Дев'ятнадцять ресторанів «МакДональдз» розташовані в м. Мінську, два розташовані — в м. Гродному, по одному — у містах Вітебську, Могилеві, Гомелі та Бересті[28].

### Океанія
1. Австралія: Австралія стала першою країною в Океанії та 11-ю країною у світі, де відкрився ресторан «МакДональдз».
2. Нова Зеландія: У Новій Зеландії працює 152 ресторани «МакДональдз». Нова Зеландія стала 20-ю країною у світі, де відкрився ресторан «МакДональдз».

### Країни Африки
1. Марокко: Марокко стала першою країною в Африці, де відкрився ресторан «МакДональдз».
2. Єгипет: Єгипет став 73-ю країною у світі, де відкрилися ресторани «МакДональдз».

## Дочірні компанії
Основні дочірні компанії (станом на кінець 2022 року): 
  США (штат Делавер): McDonald's Deutschland LLC; McDonald's Development Italy LLC; McDonald's Global Markets LLC; McDonald's International Property Company, Ltd.; McDonald's Real Estate Company; McDonald's Restaurant Operations Inc.; McDonald's USA, LLC
  Австралія: McDonald's Australia Ltd.
  Великобританія: MCD Europe Ltd.; MCD Global Franchising Ltd.; McDonald's Real Estate LLP; McDonald's Restaurants Ltd.
  Німеччина: McDonald's GmbH; McDonald's Immobilien GmbH
  Іспанія: Restaurantes McDonald's, S.A.U.
  Канада: 3267114 Nova Scotia Company; McDonald's Restaurants of Canada Ltd.
  Республіка Корея: HanGook McDonald's Co. Ltd.
  Польща: McDonald's Polska Sp. z o.o
  Сінгапур: McD APMEA Singapore Investments Pte. Ltd.
  Франція: McDonald's France S.A.S.
  Швейцарія: McDonald's Suisse Development Sàrl; McDonald's Suisse Franchise Sàrl; McDonald's Suisse Restaurants Sàrl

## McDonald's в Україні
Україна стала 102-ю країною, де почала розвиватися мережа «McDonald's».
24 травня 1997 року біля станції метро   «Лук'янівська» у місті Києві відкрився перший ресторан «McDonald's» в Україні. Уся діяльність ресторанів «McDonald's» здійснюється від імені компанії «McDonald's Ukrainian Ltd», яка є 100 % власністю «McDonald's Corporation».

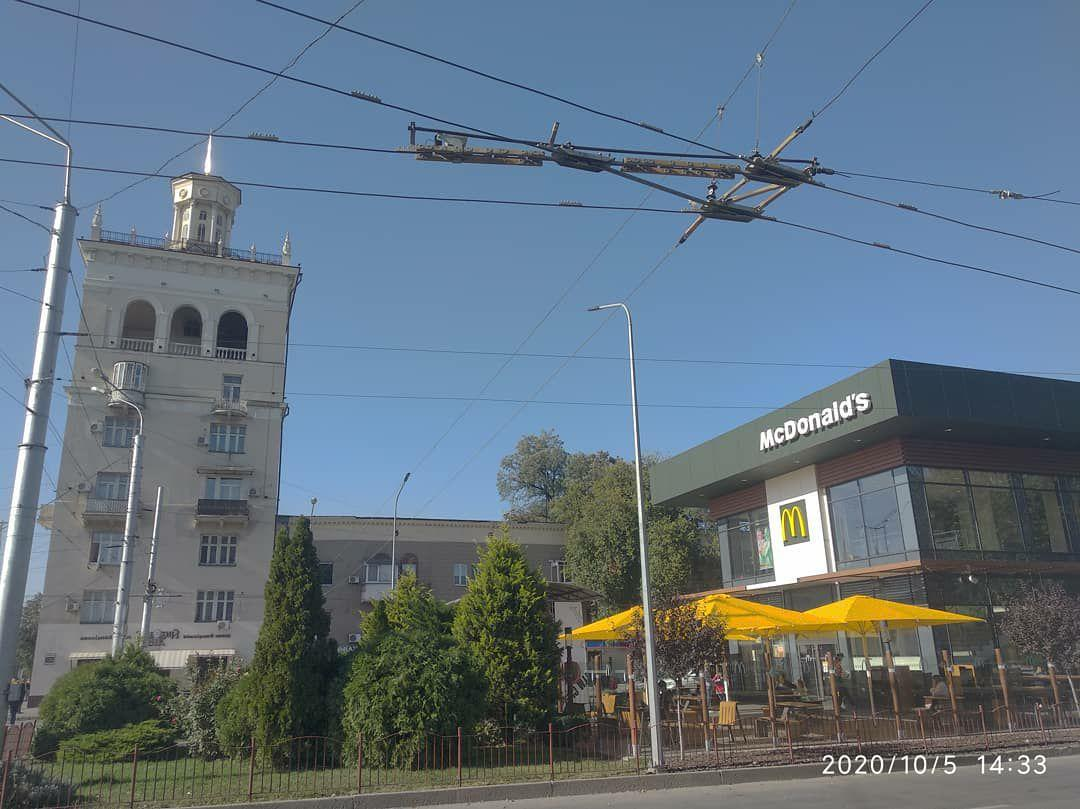
Запоріжжя

«McDonald's Ukrainian Ltd» з часткою 15 % ринку є лідером у своєму сегменті. За 14 років роботи в інвестування мережі було витрачено $100 млн, зокрема $5 млн — на соціальні потреби.

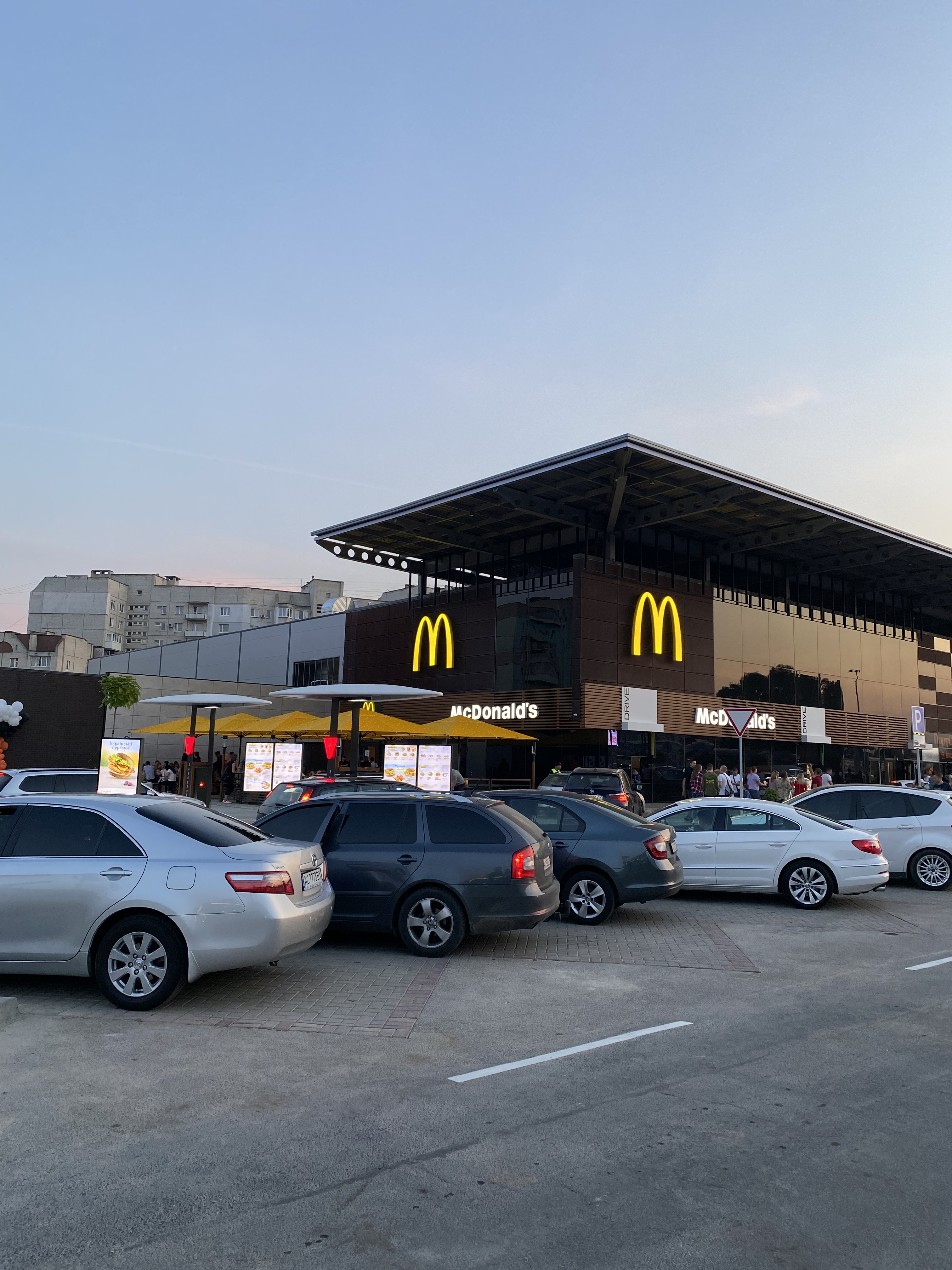
«McDonald's» в Луцьку. Вважається найбільшим одноповерховим рестораном України

До кінця 2010 року дизайн і внутрішній вигляд всіх закладів мережі приведено до єдиного зразка. 19 грудня 2023 року заклад «McDonald's» був відкритий у м. Львові на вулиці Зеленій, 147-А. Готується до відкриття ресторан в м. Чернівцях на перетині вулиці Героїв Майдану та проспекту Незалежності, який стане першим закладом мережі в місті та буде двоповерховим. Завершено будівництво ще двох ресторанів в містах Ужгороді та Мукачеві на Закарпатті, відкриття яких відбулося у квітні 2025 року.
Станом на грудень 2024 року, у 29 містах і 7 селах України загалом діє 124 закладів «McDonald's», з яких 109 — працює, а 15 — тимчасово зачинені з міркувань безпеки:
- м. Київ — 48;
- м. Харків — 12 (тимчасово зачинені);
- м. Дніпро — 9;
- м. Одеса — 11;
- м. Львів — 9;
- М. Вінниця — 4;
- м. Запоріжжя (тимчасово зачинено) — 3;
- м. Бровари, Черкаси — 2;
- міста Кривий Ріг, Житомир, Івано-Франківськ, Кременчук, Миколаїв (тимчасово зачинено), Полтава, Рівне, Луцьк, Суми (тимчасово зачинено), Херсон (тимчасово зачинено), Хмельницький, Чернігів, Чернівці, Біла Церква, Буча, Бориспіль, Боярка, Вишгород, Олександрія, Яремче, Кропивницький, Тернопіль, Ковель; села Гора, Софіївська Борщагівка, Сокільники, Лісники, Крюківщина, Глибочиця — по 1 (одному).

## Цікаві факти

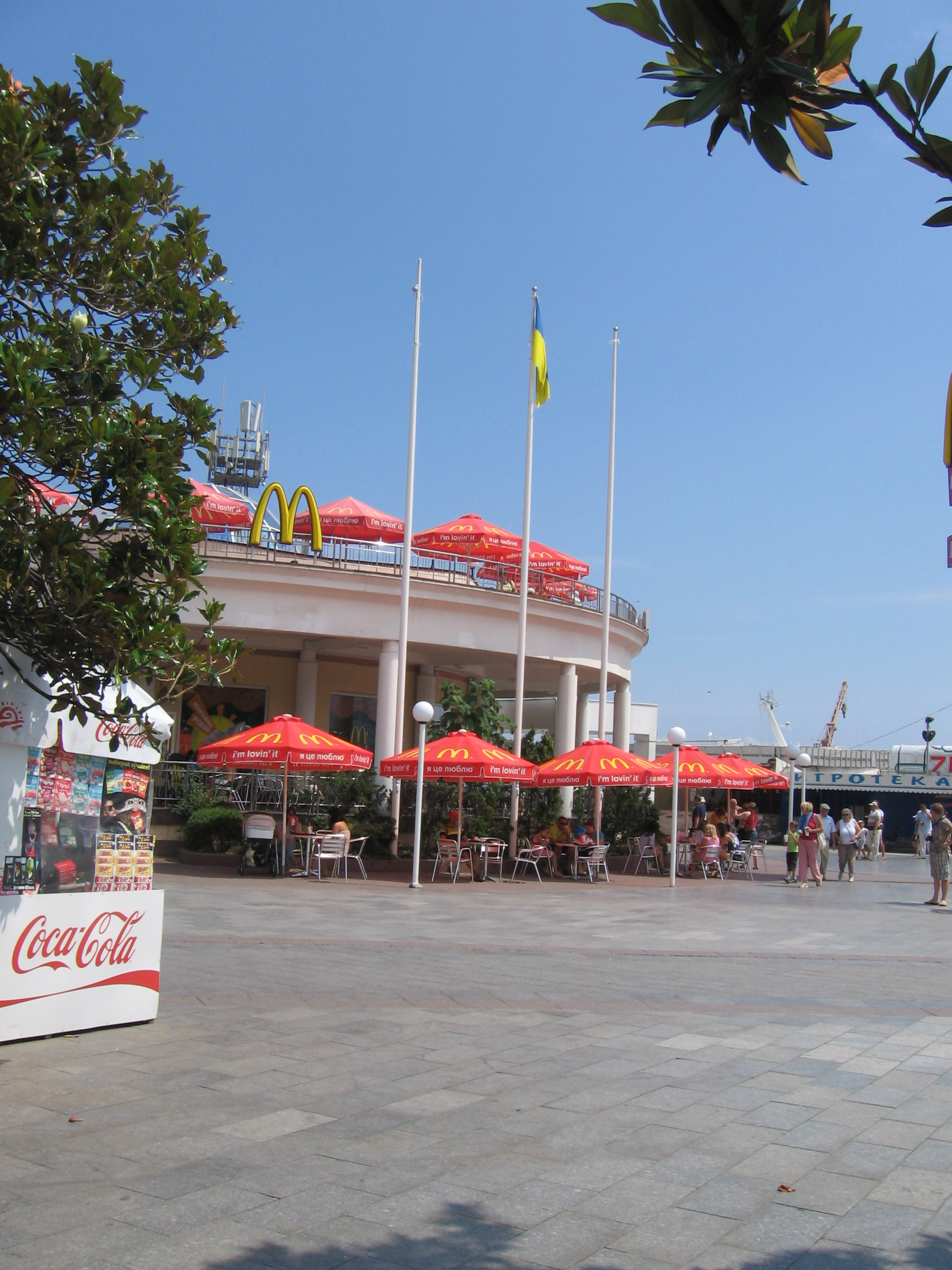
«McDonald's» в Ялті, Крим

- Вісім українських ресторанів «McDonald's» увійшли в рейтинг 100 найбільш відвідуваних закладів мережі за підсумками 2012 року (у Києві, Одесі та Сімферополі)[33]. «McDonald's», розташований у Києві на Вокзальній площі, другий рік поспіль посів 2-е місце серед понад 34 тис. McDonald's у світі за кількістю відвідувачів та на 30 % скоротив відстань до 1-го місця. За 2012 рік тут було виконано понад 2,5 млн замовлень.

Київський «McDonald's» на Хрещатику покращив свій торішній результат і вперше увійшов до списку 10 найпопулярніших закладів світу, посівши 9-е місце. У 2012 році тут було виконано майже 2 млн замовлень.
Один з найбільших одноповерхових «McDonald's» в Україні знаходиться у місті Луцьку.
8 жовтня 2021 року відкрився новий сучасний ресторан «McDonald's» на Бориспільській трасі (автошлях М03) — це перший ресторан, який розташований прямо на автомагістралі. Новий зал із сучасним дизайном обладнаний 8 терміналами самообслуговування. У просторому ресторані 94 місця у приміщенні та 92 місця на терасі. Ресторан обладнаний гардеробними та душовими кімнатами, встановлена тепла підлога, а стіни підсобних приміщень зроблені з інноваційних матеріалів.
21 липня 2023 року мережа «McDonald's» відкрила перший заклад на 127-му км автошляху М06 (Київ — Чоп) у Житомирській області. Новий McDonald's став одним із найбільших в Україні: його площа становить понад 500 м², розрахований на 133 місця в залі та 116 на терасі. Біля ресторану розташована парковка для великих автобусів.
У 2023 році McDonald’s заслужено увійшла до топ-200 компаній за обсягом доходів у 2022 році, продемонструвавши успішну роботу та вагомий внесок у світову економіку.

## Нагороди
- Найкращий роботодавець року в Україні (2004, 2005, 2010[37], 2011[38]).
- Благодійник року (2011)[39]
- Мережа «МакДональдз» щорічно з 2009[40][41] року стабільно займає першу позицію в категорії «Фаст-фуд» народного рейтингу «Фаворити Успіху», який визначає довіру до бренду з боку споживачів[42].

## Критика
У документальному фільмі «Подвійна порція» (англ. «Super Size Me»), знятому Морганом Сперлок, головний герой протягом 30 днів їв виключно фаст-фуд, зокрема, за умовами експерименту, мінімум один раз на день, він повинен був вживати їжу з «МакДональдза». Після закінчення даного експерименту, в незалежному медичному закладі зафіксовані негативні наслідки для здоров'я героя: збільшення ваги на 12 кг, ожиріння, збільшення цукру в крові, болі в животі, коливання настрою, статеве безсилля тощо.
Серед інгредієнтів, які використовуються при виробництві страв в «МакДональдз», — безліч хімічних харчових добавок (ароматизатор, стабілізаторів, консервантів, барвників тощо), деякі з яких є канцерогенними речовинами (наприклад, бензоат натрію, Е211), але згідно з поточною медичною думкою, в концентраціях — нижче рівня, що представляє небезпеку людині.
«МакДональдз» часто показується, як негативний приклад глобалізації. Часто ці ресторани стають метою атак антиглобалістів. Журналістка Оксана Прилєпіна у своїй статті порівнює «МакДональдз» з тоталітарною державою, зі своїми жорстокими законами.
Канадським письменником Дугласом Коуплендом в однойменній книзі був введений в широкий обіг термін «макджоб» (англ. «mcjob»), що позначає малопрестижну роботу. Через свою популярність це слово потрапило навіть до Вебстерського та Оксфордського словників англійської мови.